# Michel Rodde
Michel Rodde (* 1953 in Paris) ist ein Schweizer Filmregisseur und Drehbuchautor.

## Biographie
Michel Rodde wuchs in der Schweiz bei seinen Grosseltern auf. In Neuchâtel absolvierte er das Gymnasium und brachte sich die Arbeit am Film (Spielfilme & Dokumentarfilme) selbst bei. Als Assistent von Andrzej Żuławski machte er sich in der Filmbranche einen Namen. Unter anderem hat er sich in Seminaren von Krzysztof Kieślowski weitergebildet und arbeitet heute sowohl als Koproduzent sowie als selbstständiger Filmemacher.

## Werk
Michel Rodde ist heute als Filmemacher tätig und hat mit den Spielfilmen «Les ailles du papillon» und «Sweet reading» das erste Mal von sich reden gemacht. Bekannt für seine detailgetreue Schreibweise und eine sorgfältige Inszenierung seiner Werke lässt sich seine Handschrift auch in seinen neueren Produktionen «Le voyage du Noemi», «L'amor fou» und «Je suis ton père» erkennen.

## Auszeichnungen und Festivals
Michel Rodde hat mit seinen Werken «Je suis ton père», «Les ailes du papillon» und «L'écume des rèves» am Internationalen Filmfestival von Locarno teilgenommen. Seine Produktionen «Ludivine ou le genie des eaux» und «L'amour fou» wurden im Rahmen des internationalen Filmfestivals «Cinéma Tous Ecrans» in Genf gezeigt. «Beatrice» wurde vom Schweizer Bundesamt für Kultur mit dem Qualitätspreis ausgezeichnet und für «Le trajet» erhielt er den «Prix école et cinéma» am Filmfestival «Visions du Réel» in Nyon.

## Filmographie

### Spielfilme
- 1973: Le trajet
- 1974: Drift
- 1976: Une dionée
- 1979: Au bord du lac
- 1981: Sweet reading
- 1982: Les ailles du papillon
- 1984: Beatrice
- 1986: Le voyage de Noemi
- 1991: La princèsse blanche
- 1994: L'écume des rèves
- 1998: L'amour fou[1]
- 2001: Ludivine ou le genie des eaux
- 2003: Je suis ton père
- 2010: Impasse du désir[2]

### Dokumentarfilme
Sämtliche Dokumentarfilme wurden von der TSR in Auftrag gegeben und ausgestrahlt.
- 1989: Cor à coeur
- 1989: Chiens en cage
- 1990: La voix si, la voix la
- 1991: Reves brises dans les montagnes
- 1997: Les passionées du train
- 2000: Tous ce que vos enfants ont toujours voulu savoir sur le sexe
- 2003: La suisse au pair
- 2006: L'Amour à 16 ans
- 2017: Kokoschka, Oeuvre-Vie